# Seznam Slovencev v Italiji
Seznam Slovencev v Italiji.

## A
- Ema Abram, slikarka
- Franc Abram, podjetnik in dobrotnik
- Josip Abram, odvetnik in politik
- Josip Abram, odvetnik in narodni delavec
- Jože (Josip) Abram Trentar, rimskokatoliški duhovnik, pisec in organizator planinstva
- Laura Abram (Abrami), profesorica in kulturna delavka
- Ivan Artač, učitelj, pisatelj, zgodovinar
- Majda Artač Sturman, profesorica, pesnica, pisateljica

## B
- Alojzij Bole, učitelj in šolski nadzornik
- Drago Bajc, matematik, fizik, šahist
- Marijan Bajc, prevajalec, radijski igralec
- Pavel Bajc, radijski igralec
- Janko Ban, glasbenik, zborovodja, raziskovalec, publicist, kulturni delavec
- David Bandelj, učitelj, zborovodja in pesnik
- Vincenc Bandelj, učitelj in publicist
- Marko Bandelli, poslanec, župan in minister v RS
- Milko Bambič, slikar, likovni kritik, pisatelj in publicist
- Vladimir Bartol, pisatelj
- Fran Baša, odvetnik in narodni delavec
- Ivan Baša, profesor, ravnatelj in agronom
- Anton Bedenčič, duhovnik in vzgojitelj
- Rado Bednařik, časnikar in publicist
- Janez Beličič, radijski napovedovalec in glasbenik
- Vinko Beličič, književnik, prevajalec in publicist
- Filibert Benedetič, pesnik, dramatik, šahist
- Jožko Benedetič, duhovnik, pesnik in kulturni delavec
- Vesna Benedetič, ilustratorka
- Lojze Berce, časnikar in urednik
- Nadja Bevčar, slikarka in grafična oblikovalka
- Silvan Bevčar, umetnik in učitelj
- France Bevk, pisatelj in prevajalec
- Engelbert Besednjak, poslanec v rimskem parlamentu
- Ferdo Bidovec, antifašist in tigrovec
- Maria Bidovec, slovenistka v Neaplju
- Valentin Birtič - Zdravko (Birtig), duhovnik in pesnik
- Josip Bitežnik, pravnik in politik
- Mitja Bitežnik, pravnik in kulturni delavec
- Marko Bitežnik, glasbenik violist
- Arturo Blasutto, duhovnik
- Marija Blažina, profesorica in ravnateljica
- Arianna Bogatec, jadralka
- Livij Bogatec, igralec
- Ivo (Ivan) Bolčina, prosvetni delavec
- Karel (Carlo) Bolčina, duhovnik, kulturni delavec, škofijski vikar
- Ivan Bolle, kemik, agronom in fitopatolog
- Darko Bratina, politik
- Vojko Bratina, fizik
- Andrej Bratuž, kulturni delavec in publicist
- Lojze Bratuž, glasbenik in žrtev fašizma
- Lojzka Bratuž, pisateljica, kulturna delavka
- Aleš (Alejandro) Brecelj, šolnik, kulturni in politični delavec, publicist
- Bogomil Brecelj, doberdobski župnik, kulturni in prosvetni delavec
- Marija Brecelj,  radijska urednica, kulturna delavka
- Martin Brecelj, novinar, publicist, kulturnoprosvetni in politični delavec
- Bojan Brezigar, časnikar in politik
- Milko Brezigar, ekonomist
- Mirko Brumat, duhovnik, pisatelj in kulturni delavec
- Albin Bubnič, učitelj in časnikar
- Edi Bucovaz, glasbenik
- Andrej Budal, pisatelj in prevajalec
- Alojz Budin, časnikar in narodni delavec
- Jan Budin, košarkar
- Miloš Budin, politik
- Milan Bufon, geograf
- Alojz Jožef Bunc, učitelj in prosvetni delavec
- Peter Butkovič, duhovnik, pisatelj, prevajalec, kulturni delavec

## C
- Miranda Caharija, igralka
- Sergio Canciani, novinar
- Emil Cenčič (Emilio Cencig), duhovnik, narodni buditelj
- Iztok Cergol, glasbenik
- Jadranka Cergol Gabrovec, klasična filologinja, profesorica
- Jože Cesar, slikar in scenograf
- Boris Cibic, kardiolog
- Ivan Cibic, zdravnik in organizator zdravstva
- Majda Cibic, profesorica slovenščine, literarna organizatorka
- Milko Cibic, organist in zborovodja
- Leopold Cigoj, duhovnik in publicist
- Boris Cijan, letalski inženir
- Srečko Colja - Javornik, politični delavec
- Stojan Colja, igralec
- Claudia Coslovich, metalka kopja
- Janko Cotič, politik
- Lorenzo Crisetig, nogometaš
- Anton Cuffolo (Anton Kofol), duhovnik, narodni buditelj

## Č
- Lavo Čermelj, fizik
- Dušan Černe, novinar, politik, narodni delavec
- Andrej Černic, novinar
- Ivan Černic, ravnatelj in kulturni delavec
- Karlo Černic, profesor in publicist
- Matej Černic, odbojkar
- Mateja Černic, zborovodkinja
- Mihaela Adelgundis Černic, redovnica, profesorica slikanja in slikarka
- Peter Černic, profesor in šolski funkcionar
- Avgust Černigoj, slikar in grafik
- Teodor Černigoj, gospodarski strokovnjak, svetovalec v slov. zunanjem ministrstvu
- Viljem Černo, etnolog, knjižničar, prosvetni delavec
- Marija Češčut, profesorica, prosvetna delavka
- Andrej Čok, učitelj in javni delavec
- Anica Čok, učiteljica in prosvetna delavka
- Anton Čok, duhovnik in narodni delavec
- Ivan Marija Čok, odvetnik in politik
- Karel Čok, posestnik, družbeni delavec
- Danijel (Danilo) Čotar, agronom, publicist, prosvetni delavec
- Marij Čuk, književnik (pesnik, pisatelj, dramatik), gledališki kritik

## D
- Adi Daneu, glasbenik
- Danilo Daneu, glasbenik in zborovodja
- Ivan Daneu, učitelj in pisec šolskih učbenikov
- Mara Debeljuh, publicistka, prevajalka
- Jože Dekleva, pravnik in politik
- Igor Devetak, novinar
- Jurij Devetak, ilustrator, stripovski avtor
- Remo Devetak, politik in kulturni delavec
- Evgen Dobrila, šolnik, sindakalist
- Aleš Doktorič, učitelj, publicist
- Alojz Dolhar, zdravnik in planinec
- Rafko Dolhar, pisatelj in alpinist
- Leopold Doljak, organist in zborovodja
- Ferdo Delak, gledališki režiser
- Jure Dolenc (George Dolenz), slovensko-ameriški igralec

## E
- Lambert Ehrlich, duhovnik, politik in narodni delavec

## F
- Maks Fabiani, arhitekt in urbanist
- Boris Fabjan, profesor, matematik, šahist
- Diomira Fabjan Bajc, jezikoslovka in prevajalka
- Dunja Fabjan, astrofizičarka
- Franc Fabris, zborovodja in dirigent
- Robert Faganel, slikar
- Josip Ferfolja, pravnik, politik
- Marko Feri, glasbenik
- Martina Feri, glasbenica
- Mirko Ferlan, zborovodja
- Franka Ferletič Černic, učiteljica, urednica in kulturna delavka
- Davorin Ferligoj, partizan, politik in gospodarstvenik
- Fedora Ferluga Petronio, profesorica, literarna zgodovinarka
- Pavel Ferluga, slikar
- Mirko Filej, duhovnik, glasbenik in prosvetni delavec
- Stanko Flego, arheolog
- Pavel Fonda, zdravnik, psihiater, psihoanalitik in publicist
- Dario Frandolič, režiser
- Igor Franko, zobozdravnik
- Vanja Franko, slikar
- Vida Franko, profesorica in slikarka
- Aleksander Furlan - Šandrin, ljudski pesnik, pevec, pisec in kulturni delavec
- Boris Furlan, pravnik
- Dušan Furlan, časnikar in politik
- Janko Furlan, učitelj in publicist

## G
- Igor Gabrovec, politik
- Andrej Gabršček, založnik, urednik in politik
- Jožko Gerdol, radijski napovedovalec in kulturni delavec
- Albin Germek, duhovnik in kulturni delavec
- Ivan Nepomuk Glavina, tržaško-koprski škof
- Josip Golob, duhovnik in kulturni delavec
- Boris M. Gombač, zgodovinar
- Franc Gombač, agronom in publicist
- Alojz Gorjup, politični in kulturni delavec
- Drago Gorup, igralec, gledališčnik, kulturni delavec
- Ezio Gosgnach, časnikar, polit. in kult. delavec
- Petra Grassi, dirigentka, zborovodkinja
- Ivan Grbec, skladatelj, zborovodja, publicist
- Sveto Grgič, glasbenik, zborovodja
- Bogdan Grom, slikar, grafik, kipar in ilustrator
- Antje Gruden, pesnica, novinarka in političarka
- Barbara Gruden, novinarka in dopisnica
- Igo Gruden, pesnik
- Josip Gruden, odvetnik, kulturni delavec
- Matej Gruden - Keko, pesnik in glasbenik
- Živa Gruden, kulturna in pedagoška delavka
- Bruno Guyon, jezikoslovec, slavist
- Paskval Gujon (Pasquale Guion), duhovnik, narodni delavec
- Jurij Gustinčič, novinar
- Franc Guštin, duhovnik

## H
- Zorko Harej, glasbenik, kulturni delavec
- Ivanka Hergold, pisateljica, prevajalka
- Robert Hlavaty, slikar
- Lojze Hlede, glasbenik
- Ivan Marija Hrovatin, arheolog
- Miran Hrovatin, fotoreporter in snemalec
- Pavel Hrovatin, kipar
- Ivan Humar, bolničar in politik
- Kazimir Humar, duhovnik, publicist, prosvetni delavec
- Mirko Humar, kulturni delavec in duhovnik

## I
- Aleksander Ipavec - Ipo, harmonikar, skladatelj in glasbeni pedagog
- Avgust Ipavec, duhovnik in skladatelj
- Avgust Ivančič, glasbenik

## J
- Dario Jagodic, arhitekt
- Rado Jagodic, likovni umetnik
- Dušan Jakomin, duhovnik, glasbenik, zborovodja, etnolog, publicist
- Anton Jakončič, bankir in politik
- Jožko Jakončič, pravnik in skladatelj
- Eleonora Jankovič, operna pevka
- Frančišek Jarc, pravnik
- Erika Jazbar, novinarka in kulturna delavka
- Dušan Jelinčič, pisatelj in alpinist
- Zorko Jelinčič, soustanovitelj TIGR
- Aleksi Jercog, urednik, publicist in glasbenik
- Ivo Jevnikar, novinar, urednik, kulturni delavec
- Magda Jevnikar, profesorica, kulturna delavka
- Marjan Jevnikar, inženir, kulturni delavec
- Martin Jevnikar, profesor, literarni zgodovinar, prevajalec, publicist
- Franc Jeza, časnikar, publicist, pisatelj
- Janko Jež, šolnik in kulturni delavec
- Mitja Juren, zgodovinski pisec

## K
- Anton Kacin, šolnik, urednik in prevajalec
- Milica Kacin Wohinz, zgodovinarka
- Odo Kalan, športni delavec in publicist
- Aleksej Kalc, zgodovinar
- Franc Kalister - poslovnež in mecen
- Janez Nepomuk Kalister - poslovnež in mecen
- Viktor Kalister, gospodarstvenik
- Edi Kante, vinogradnik in podjetnik
- Franc Kavčič, slikar
- Ivo Kerže, filozof
- Oskar Kjuder, glasbenik in partizan
- Anton Klančič, posestnik in politik
- Ferdo Kleinmayr (Nande Vrbanjakov), šolnik in pisatelj
- Boris Kobal, igralec in režiser
- Marij Kogoj, skladatelj
- Samo Kokorovec, kotalkar, svetovni prvak
- Emil Komel, skladatelj
- Lojze Komjanc, podjetnik in politik
- Stana Kopitar, igralka in režiserka
- Ciril Korsič, trgovec in kulturni delavec
- Gojmir Anton Kos, slikar
- Milko Kos, zgodovinar
- Jovan Vesel - Koseski, pesnik, prevajalec in pravnik
- Andrej Kosič, slikar
- Angel Kosmač, duhovnik, kulturni delavec v Ricmanjih pri Trstu
- Srečko Kosovel, pesnik
- Marija Kostnapfel, pesnica, literarna zgodovinarka
- Franko Košuta (Franco Cossuta), ladjedelniški inženir, narodni delavec
- Karlo Košuta (Carlo Cosutta), operni pevec, tenorist
- Miran Košuta, literarni zgodovinar
- Miroslav Košuta, pesnik, Prešernov nagrajenec
- Lidija Kozlovič, igralka
- Nada Kraigher, pisateljica
- Bogdan Kralj, pianist, zborovodja
- Elvira Kralj, igralka
- Emil Kralj gledališki igralec in režiser
- Ivo Kralj, glasbenik, zborovodja
- Tone Kralj, slikar, grafik in kipar
- Anita Kravos, igralka
- Marijan Kravos, šolnik, igralec, kulturni delavec
- Marko Kravos, pesnik in pisatelj
- Julius Kugy, alpinist in pisatelj
- Niko Kuret, etnolog

## L
- Barbara Lah, troskakalka
- Anton Laščak, arhitekt, inženir in pesnik
- Aleš Lavrenčič, violinist
- Antonija Lavrenčič Slavik, narodna delavka
- Hilarij Lavrenčič, glasbenik, zborovodja, skladatelj
- Mario Lavrenčič (Laurencig), duhovnik in narodni delavec
- Just Lavrenčič, organist in zborovodja
- Jernej Legat, škof in teolog
- Anton Legiša, duhovnik in publicist
- Dragomir Legiša, novinar, politik in publicist
- Alessio Lokar, ekonomist
- Marko Lokar, košarkar
- Vanja (Giovanni) Lokar, podjetnik, trgovec, mecen
- Franko Luin, tipograf in esperantist
- Zoran Lupinc, glasbenik, harmonikar

## M
- Josip Macarol, slikar
- Mario Magajna, fotoreporter
- Nadja Maganja Jevnikar, profesorica, narodna delavka
- Andrej Makuc (učitelj), pravnik
- Dorica Makuc, časnikarka, publicistka in kulturna delavka
- Pavla Makuc, redovnica in učiteljica
- Danijel Malalan, gledališki igralec
- Demetra Malalan, pevka
- Franc Malalan, duhovnik in narodni delavec
- Stane Malič, glasbenik, zborovodja, skladatelj
- Loris Manià, odbojkar
- Marijan Markežič, duhovnik, prosvetni delavec
- Saša Martelanc, urednik, pisatelj, kulturni delavec
- Andrej Marušič, publicist, politik, narodni buditelj
- Fran Marušič, antifašist in tigrovec
- Sergej Mašera, častnik in narodni heroj
- Manica Maver, profesorica, radijska igralka, dramatičarka, kulturna delavka, režiserka
- Marij Maver, kulturni delavec, urednik
- Alojz Mavrič, javni delavec
- Ivan Mercina, učitelj in glasbenik
- Boris Merhar, literarni zgodovinar
- Andro Merkù, igralec
- Jasna Merku, slikarka, grafičarka in ilustratorka
- Pavle Merkù, muzikolog, lingvist in skladatelj
- Peter Merkù, inženir, publicist
- Edo Mihevc, arhitekt, partizan, častnik
- Marija Mijot, pisateljica
- Albert Miklavec, pesnik in duhovnik
- Jolka Milič, pesnica, prevajalka in publicistka
- Katja Milič, namizna tenisačica
- Sonja Milič, igralka in trenerka namiznega tenisa
- Zvonimir Miloš, antifašist in tigrovec
- Vasilji Mirk, skladatelj, zborovodja
- Franc Močnik, duhovnik, narodnokulturni delavec, profesor

- Marjan Mozetič (Mozetich), skladatelj
- Andrejka Možina, glasbenica, čelistka
- Livio Možina, slikar
- Tullio Možina, glasbenik
- Zoran Mušič, slikar, grafik in risar
- Lojze Mužina, boksar

## N
- Ivan Nabergoj, poslanec v državnem zboru na Dunaju
- Marica Nadlišek Bartol, pisateljica, prevajalka, publicistka, učiteljica in urednica
- Ivan Novak (kovač), Politik in prosvetni delavec
- Denis Novato, harmonikar in glasbeni učitelj

## O
- Franc Obljubek, politik
- Ivan Omersa, duhovnik in kulturni delavec
- Edvard Orel, vojaški topograf in kartograf
- Jožko Ošnjak, publicist
- Alessandro Ota
- Ignacij Ota, glasbenik, skladatelj, zborovodja
- Marko Ozbič, pianist, dirigent in zborovodja

## P
- Franka Padovan, učiteljica, političarka in kulturna delavka
- Adrijan Pahor, učitelj, publicist in kulturni delavec
- Boris Pahor, pisatelj
- Drago Pahor, učitelj, politični in kulturni delavec
- Evelina Pahor, učiteljica in prosvetna delavka
- Karol (Karel) Pahor, skladatelj, glasbenik
- Miloš Pahor, glasbenik, glasbeni pedagog
- Samo Pahor, politik, zgodovinar, profesor, borec za pravice Slovencev
- Sergij Pahor, novinar, kulturni delavec
- Vladimir Pahor, zdravnik in pubicist
- Klavdij Palčič, slikar
- Rossana Paliaga, publicistka, glasbenica, kulturna delavka
- Jurij Paljk, pisatelj, pesnik, publicist
- Boris Pangerc, pisatelj, pesnik, pevec, politik
- Josip Pangerc, glasbenik, politik, državni funkcionar, deželni poslanec in odbornik
- Boris Paternu, literarni zgodovinar
- Damijan Paulin, kulturni in politični delavec
- Bojan Pavletič, novinar in špotni organizator, pisatelj
- Stanislav Pavlica, zobozdravnik in prosvetni delavec
- Josip Pečenko, šolski, politični, sindikalni in javni delavec
- Mariza Perat, učiteljica in kulturna delavka
- Jožica Peric, učiteljica, pesnica in pisateljica
- Aleksandra Pertot, zborovodkinja, glasbena pedagoginja
- Bruna Marija Pertot, pesnica, pisateljica
- Danilo Pertot, režiser, igralec, radijski urednik in kulturni delavec
- Dušan Pertot, pevec, prevajalec, pisatelj in dramaturg
- Marjan Pertot, knjižničar, bibliograf, prosvetni in kulturni delavec
- Milan Pertot, zborovodja
- Nada Pertot, profesorica in šolnica
- Riko Pertot, urednik in narodni delavec
- Simon Pertot, zdravnik in prosvetni delavec
- Stanko Pertot, športni in narodni delavec
- Drago Petaros, organist
- Mitja Petaros, radijski igralec in kulturni delavec
- Mojca Petaros, prevajalka, publicistka in literarna ustvarjalka
- Robert Petaros, profesor, slavist, kulturni delavec
- Stanko Petaros, TIGRovec in narodni buditelj
- Tomaž Petaros, inženir, podjetnik in kulturni delavec
- Ivan Peterlin, športni in kulturni delavec, predsednik ZSŠDI
- Jože Peterlin, profesor, igralec, kritik, pedagog, režiser, urednik
- Lučka Peterlin Susič, profesorica, kulturna delavka, pisateljica, radijska igralka, režiserka
- Matejka Peterlin Maver, profesorica, radijska igralka, kulturna delavka, režiserka
- Pavle Petričič, narodni delavec
- Veno Pilon, slikar in grafik
- Avgust Pirjevec, zgodovinar, slovaropisec in knjižničar
- Jože Pirjevec, zgodovinar
- Marija Pirjevec, literarna zgodovinarka in prevajalka
- Lado Piščanc, duhovnik, pesnik
- Zora Piščanc, pisateljica
- Lučka Počkaj, igralka
- Marinka Počkaj, radijska igralka, prevajalka
- Renato Podberšič, zgodovinar
- Boris Podrecca, arhitekt
- Carlo Podrecca, garibaldinec in pisatelj
- Peter Podreka (Podrecca), duhovnik, pesnik, pisatelj, narodni buditelj
- Franc Pohajač, duhovnik, zborovodja in kulturni delavec
- Mirko Polič, skladatelj
- Vera Poljšak, učiteljica in kulturna delavka
- Fabrizio Polojaz, podjetnik, kulturni delavec
- Janez Povše, gledališki in radijski režiser, književnik (dramaturg, dramatik, pesnik, publicist)
- Marco Pozzetto
- Aleksij Pregarc, gledališki igralec in književnik
- Radoslava Premrl, pisateljica, prevajalka, kulturna delavka
- Marjana Prepeluh, radijska igralka, režiserka, dramaturginja
- Jože Prešeren, duhovnik, kulturni delavec, publicist
- Vid Primožič, politik
- Vilma Purič, profesorica, literarna zgodovinarka, pisateljica

## Q
- Patrick Quaggiato, glasbenik, zborovodja, skladatelj
- Marino Qualizza, duhovnik, pisatelj, narodni delavec
- Alessandro (Saša) Quinzi, umetnostni zgodovinar

## R
- Edvard (Edi) Race, kulturni delavec in zborovodja

- Stanislav Rapotec, slikar in častnik
- Matevž Ravnikar - duhovnik, škof, pesnik in zgodovinar
- Hrabroslav Ražem, organist, zborovodja in skladatelj
- Joahim Ražem odvetnik, organizator in prosvetni delavec
- Srečko Ražem, organist in zborovodja
- Tamara Ražem Locatelli, pianistka, glasbena pedagoginja, zborovodkinja
- Vladimir Ražem pomorščak in slikar
- Alenka Rebula Tuta, pesnica, pisateljica in psihologinja
- Alojz Rebula, pisatelj, mislec
- Ivan Regent, komunistični aktivist
- Lejla Rehar Sancin, igralka, prevajalka, publicistka
- Edoardo Reja, nogometaš in trener
- Alojzij Remec, pisatelj
- Milko Rener, profesor in publicist
- Alojzij Res, pisatelj in prevajalec
- Anton Resen, duhovnik
- Jožef Resen, duhovnik
- Josip Ribičič, učitelj, pisatelj, dramatik in urednik
- Mitja Ribičič, politik v SFRJ in partizan
- Ivan Rob, pisatelj
- Josip Rojec, pravnik in kulturni delavec
- Tanja Romano, svetovna prvakinja v kotalkanju
- Nadia Roncelli, urednica in kulturna delavka
- Jožef Ruchini, gradbenik
- Aleksander Rudolf (Saša), novinar in prosvetni delavec
- Ivan Rudolf, profesor, časnikar, politik, narodni delavec
- Aldo Rupel, pisatelj
- Mirko Rupel, literarni zgodovinar
- Lidija Rupnik, telovadka
- Edvard Rusjan, letalec in pionir motornega letenja
- Adrijan Rustja, gledališki in radijski igralec, režiser
- Karel Rutar, zdravnik
- Dušan Rybář, novinar in publicist

## S
- Rudolf Saksida, slikar
- Zora Saksida, učiteljica, pesnica in pisateljica
- Magda Samec, profesorica, ilustratorka
- Smiljan Samec, pisatelj, pesnik
- Dorče Sardoč, zobozdravnik, TIGRovec in narodni delavec
- Ivan Saunig, sadjar in politik
- Frančišek Borgia Sedej, škof in nadškof Gorice ter Gradiške
- Danilo Sedmak, šolnik, psiholog
- Emil Semolič, narodni in kulturni delavec
- Alfonz Serjun, zdravnik
- Avgust Sfiligoj, odvetnik in politik
- Branko Simčič, arhitekt, urbanist in umetnik
- Oskar Simčič, duhovnik, škofijski vikar in narodni delavec
- Teofil Simčič, odvetnik in politik
- Tomaž Simčič, profesor, glasbenik, kulturni delavec
- Albert Sirk, slikar
- Josip Skerk, odvetnik in narodni delavec
- Dina Slama, glasbenica, skladateljica, zborovodja, kulturna delavka
- Jurij Slama, časnikar, radijski igralec
- Herman Slamič, partizan, športnik,
- Edvard Slavik, pravnik in politik
- Jožica Smet, prosvetna delavka
- Ljuba Smotlak, učiteljica in kulturna delavka
- Stanislav Soban, profesor, pisec učbenikov, kulturni delavec
- Ivan Sosič (Sosich), prirodoslovec, geograf, profesor
- Marko Sosič, pisatelj in režiser
- Milan Sosič, gradbenik, šolnik, gospodarstvenik, politik in narodni delavec
- Nataša Sosič, radijska urednica, prosvetna delavka
- Borut Spacal, zdravnik in alpinist
- Lojze Spacal, slikar in grafik
- Savo Spacal, zdravnik psihjater
- Silvio Spacal, tiskar
- Stojan Spetič, novinar, parlamentarec in senator Italijanske republike
- Herman Srebrnič, organist in zborovodja
- Tamara Stanese, urednica, glasbenica, dirigentka
- Milan Starc, zdravnik in javni delavec
- Magda Starec Tavčar, umetnica in ilustratorka
- Aldo Stefančič, šolnik in kulturni delavec
- Edvard Stepančič, slikar
- Adalbert Stubel, uòitelj in ravnatelj
- Peter Suhadolc, seizmolog, prof. geofizike, filatelist
- Viktor Sulčič, arhitekt
- Breda Susič, novinarka in kulturna delavka
- Emidij Susič, profesor, sociolog in publicist
- Matej Susič, slikar, grafik in ilustrator
- Tomaž Susič, profesor, radijski režiser in igralec

## Š
- Maks Šah, profesor, kulturni delavec,
- Vladimir Šav, igralec, režiser, umetniški vodja, pesnik, literarni urednik
- Jožko Šavli, publicist, raziskovalec
- Breda Šček, skladateljica, zborovodkinja
- Jernej Šček, esejist, publicist, filozof
- Matjaž Šček, zborovodja, kulturni delavec
- Virgil Šček, poslanec v rimskem parlamentu in duhovnik
- Karel Šiškovič, zgodovinar
- Igor Škamperle, sociolog in prevajalec
- Albin Škerk (tudi Škrk) narodni in politični delavec
- Lojze Škerl, škofov vikar in stolni kanonik v Trstu, kulturni delavec, časnikar
- Silvester Škerl, prevajalec in urednik
- Božo Škerlj, antropolog
- Ljubka Šorli, učiteljica, pesnica
- Albin Henrik Špacapan, kamnosek, trgovec in politik
- Bernard Špacapan, zdravnik in kulturni delavec
- Bogomir Špacapan, zborovodja in kulturni delavec
- Lojze Špacapan, slikar
- Mirko Špacapan, zdravnik, športnik, politični in kulturni delavec
- Vekoslav Španger, rodoljub
- Drago Štoka, odvetnik, politik in publicist
- Jaka Štoka, gledališki igralec, režiser, pisatelj in založnik
- Alojz Štolfa, javni delavec
- Igor Švab, politik, kulturni delavec
- Danilo Švara, skladatelj in dirigent
- Deziderij Švara, slikar

## T
- Andrej Tabaj, duhovnik in narodni delavec
- Ivan Tabaj, duhovnik, profesor in kulturni delavec
- Ivan Giovanni Tavčar, pesnik, pisatel in esejist
- Josip Tavčar, profesor in publicist
- Marko Tavčar, novinar, urednik, kulturni delavec
- Miroslav Tavčar, učitelj
- Sergio Tavčar, športni novinar
- Zora Tavčar, pisateljica
- Vojmir (Guerrino) Tedoldi, novinar
- Filip Terčelj, duhovnik, pisatelj, pesnik, publicist
- Žitomir Terčelj, učitelj, publicist, čebelar
- Jernej Terpin, odbojkar
- Marjan Terpin, gospodarstvenik, politik, kulturni delavec
- Ivan Theuerschuh, pedagoški pisec, kulturni delavec
- Marinka Theuerschuh, urednica, radijska igralka
- Pinko Tomažič, komunistični aktivist
- Jožef Tominc, slikar
- Fran Tončič, pravnik in politik
- Ivan Trinko, duhovnik, pesnik in prevajalec
- Karel Vladimir Truhlar, pesnik, jezuit, teolog in pedagog
- Andreina Trusgnach, bolničarka, pesnica in kulturna delavka
- Vladimir Turina, šolnik in publicist
- Glavko Turk, gledališki in radijski igralec, režiser
- Lida Turk, urednica, publicistka
- Martin Turk, filmski režiser
- Igor Tuta, radijski urednik, publicist in kulturni delavec
- Vera Tuta, slavistka in kulturna delavka

## U
- Anton Ukmar - Miro, partizanski poveljnik
- Jakob Ukmar, duhovnik in pisatelj
- Jurij Ukmar, duhovnik
- Evelina Umek, pisateljica, prevajalka, urednica
- Mirella Urdih Merku, prevajalka
- Jurij Uršič, kolesar

## V
- Alojz Valenčič, antifašist in tigrovec
- Livij (Livio) Valenčič, radijski napovedovalec in igralec, kulturni delavec
- Albin Valentinčič, rodoljub in narodni delavec
- Emil Valentinčič, profesor in kulturni delavec
- Franc Vecchiet, umetnik, slikar in grafik
- Mirko Vekjet, duhovnik
- Fran Venturini, skladatelj in zborovodja
- Ivan Verč, literarni zgodovinar, univ. profesor, publicist
- Sergej Verč, igralec, režiser in pedagog
- Marko Verginella, košarkar
- Marta Verginella, zgodovinarka in antropologinja
- Jovan Vesel - Koseski, pesnik, prevajalec in pravnik
- Ksenija Vidali, operna pevka in pedagoginja
- Marija Vidau, kostumografinja
- Nande Vidmar, slikar, grafik in partizan
- Josip Vilfan, politik in predsednik zveze evropskih manjšin
- Sergij Vilfan, zgodovinar
- Boris Vitez, košarkar
- Sandra Vitez, odbojkarka
- Felicita Vodopivec, učiteljica in kulturna delavka
- Vinko Vodopivec, duhovnik, skladatelj in zborovodja
- Andrej (Hrabroslav) Volarič, učitelj in skladatelj
- Dimitrij (Mitja) Volčič, novinar in politik
- Anamarija Volk Zlobec, učiteljica, pisateljica
- Bruno Volpi Lisjak, pomorščak, ladijski strokovnjak, raziskovalec, publicist
- Franc Vončina, duhovnik in kulturni delavec
- Ubald Vrabec, skladatelj in zborovodja
- Vladimir Vremec, publicist in kulturni delavec
- Egidij Vršaj, ekonomist, publicist
- Stanko Vuk, pesnik

## Z
- Edvard Zajec, slikar in grafik

- Barbara Zlobec, klasična filologinja, prevajalka
- Pavel Zlobec, astronom
- Ylenia Zobec, pevka
- Matjaž Zobec, pianist
- Žiga Zois, razsvetljenec, gospodarstvenik, podjetnik, mecen in mineralog
- Boris Zuljan, slikar in restavrator
- Božo Zuanella (Natalino Zuanella), duhovnik, pisatelj in zgodovinar

## Ž
- Avgust Žele, duhovnik in pisatelj
- Drago Žerjal, glasbenik in zborovodja
- Edi Žerjal, slikar, ilustrator, grafik
- Ernest Žerjal, gostinec in kulturni delavec
- Franko Žerjal, likovnik, režiser, gledališki in radijski igralec
- Irena Žerjal, književnica in pesnica
- Stanko Žerjal, duhovnik, publicist in narodni delavec
- Stano Žerjal, slikar
- Viljem Žerjal, duhovnik, kulturni delavec
- Franka Žgavec, glasbena učiteljica, prosvetna delavka in organizatorka
- Marijan Živic, duhovnik in narodni delavec
- Stanko Živic, duhovnik in profesor
- Valentin Matija Živic, inženir in podjetnik
- Matija Žvanut, trgovec in kulturni delavec

## Italijani slovenskega rodu
- Marco Castellani, glasbenik (mati tržaška Slovenka)
- Manlio Cecovini, nekdanji župan Trsta in poslanec v Evropskem parlamentu (družina slovenskega rodu iz Trsta)
- Armando Cossutta, politik (družina slovenskega rodu iz Trsta)
- Danilo Dolci, sociolog (mati Slovenka iz Sežane)
- Michl Ebner, politik (stari oče Slovenec iz Polzele)
- Luigi Faidutti, politik (družina slovenskega rodu iz Beneške Slovenije)
- Gregor Fučka, košarkar (slovenska družina iz Kranja)
- Giorgio Gaber (Gaberščik), kantavtor in igralec (družina slovenskega rodu iz Gorice)
- Franco Giraldi, scenarist in filmski režiser (mati Slovenka iz Komna)
- Gaetano Kanizsa, psiholog (mati tržaška Slovenka)
- Dara Kotnik Mancini, novinarka in pisateljica (hči politika Cirila Kotnika)
- Cesare Maldini, nogometaš in trener (družina slovenskega rodu iz Trsta)
- Paolo Maldini, nogometaš (sin Cesareja Maldinija)
- Giovanni Moretti, nadškof in nuncij (mati Slovenka iz Dobrove)
- Guglielmo Oberdan (Wilhelm Oberdank), iredentist (mati tržaška Slovenka)
- Luigi Pellizzo, nadškof (Beneški Slovenec)
- Guido Podrecca, politik in novinar (oče beneški Slovenec)
- Vittorio Podrecca, lutkar (oče beneški Slovenec)
- Edoardo Reja, nogometaš in trener (družina slovenskega rodu iz Ločnika pri Gorici)
- Ignazio Francesco Scodnik (rojen Ignacij Franc Škodnik), garibaldinski general (slovenska družina iz Kanala ob Soči)
- Walter Veltroni, politik, župan Rima in sekretar Demokratske stranke (mati Slovenka)